# Bengt Thordeman
Bengt Johan Nerén Thordeman, född 22 september 1893 i Ununge församling, död 24 mars 1990 i Engelbrekts församling, Stockholm, var en svensk riksantikvarie och arkeolog. Han var måg till Ludvig Stavenow.

## Biografi
Thordeman, som var prästson, blev filosofie doktor 1921, var docent i konsthistoria med medeltidsarkeologi i Uppsala 1920–26, amanuens vid Statens historiska museum 1924–33, förste antikvarie och föreståndare för Kungliga Myntkabinettet 1933–46, för medeltidsavdelningen 1946–52 samt riksantikvarie och chef för Riksantikvarieämbetet och Statens historiska museum 1952–60. 
Thordeman var ledamot av Humanistiska forskningsrådet 1952–62 (sekreterare 1954–60, vice ordförande 1960–62), ordförande i internationella museirådets kommitté för museiteknik 1948–55, i Svenska numismatiska föreningen 1935–47, Svenska museimannaföreningen 1948–50, Svenska arkeologiska samfundet 1951–53, Statens sjöhistoriska museums nämnd 1960–64 och vice ordförande för Svenska institutet i Athen 1959–68. 
Thordeman invaldes som ledamot av Vitterhets-, historie- och antikvitetsakademien 1947, av  Vetenskapsakademien 1957 och var också ledamot av Deutsches Arkäologisches Institut samt Finska Vetenskaps-Societeten. Thordemans främsta forskningsmeriter var publikationerna av rustningarna från Slaget vid Visby 1361 samt Loheskatten som hittades i Stockholm 1937. Den senare har gett upphov till Thordemans lag inom numismatiken.
Thordeman är begravd i sin makas familjegrav på Uppsala gamla kyrkogård.